# Lữ đoàn hải quân đánh bộ 155
Lữ đoàn hải quân đánh bộ Cận vệ độc lập 155 "Kursk", Huân chương Zhukov, Huân chương Suvorov (tiếng Nga: 155-я отдельная гвардейская Курская орденов Жукова и Суворова бригада морской пехоты) là một đơn vị hải quân đánh bộ (thủy quân lục chiến) non trẻ nhưng nhiều thành tích chiến đấu của Hải quân Liên bang Nga.
Lữ đoàn thuộc Hạm đội Thái Bình Dương, được thành lập năm 2009 trên cơ sở tổ chức lại Sư đoàn hải quân đánh bộ 55 vốn được thành lập từ năm 1968. Các trung đoàn 165 và 106 của Sư đoàn 55 từng chiến đấu ở Chechnya. Hơn 2400 quân nhân của các đơn vị này đã được trao tặng huân, huy chuơng các loại vì quân công ở Chechnya trong đó có 5 anh hùng lực lượng vũ trang; nhưng có tới 63 chiến đấu viên đã hy sinh.
Lữ đoàn 155 đã được phái đến Syria để bảo vệ các căn cứ Không quân Nga trong chiến dịch của Nga ở đây.
Từ đầu năm 2022, Lữ đoàn tham gia Chiến dịch quân sự đặc biệt của Nga tại Ukraina tại các mặt trận Chernihiv, khu vực Pavlivka gần Vuhledar. Khi Ukraina xâm lược Nga tại Sudzhansky, Kursk, Lữ đoàn 155 được điều về chiến đấu tại đây và góp công lớn trong việc đẩy lui quân Ukraina khỏi lãnh thổ Nga, sau đó đánh lấn sang tỉnh Sumy của Ukraina. Vì các thành tích chiến đấu ở Ukraina và Kursk, Lữ đoàn 155 được trao danh hiệu Cận vệ vào ngày 28 tháng 3 năm 2022, Huân chương Zhukov ngày 17 tháng 5 năm 2023, Huân chương Suvorov ngày 23 tháng 1 năm 2025 và được đặt tên danh dự là "Đoàn Kursk" ngày 21 tháng 2 năm 2025.
Với thành tích chỉ huy chiến đấu ở Ukraina và Kursk, Lữ đoàn trưởng Mikhail Evgenievich Gudkov đã được phong danh hiệu Anh hùng Liên bang Nga năm 2023, được thăng quân hàm Thiếu tướng năm 2024 và đề bạt làm Phó Tư lệnh Hải quân Nga phụ trách lực lượng phụ trách lực lượng đánh bộ và bờ biển hồi tháng 3 năm 2025.
Ngày 2 tháng 7 năm 2025, quân đội Ukraina đã tấn công bằng tên lửa vào sở chỉ huy của Lữ đoàn 155 tại Kursk làm thiệt mạng 22 sĩ quan chỉ huy của Hải quân Nga và của Lữ đoàn 155 bao gồm cả Phó Tư lệnh Gudkov và Lữ đoàn trưởng mới của Lữ đoàn 155 Đại tá Sergei Ilyin.